# Edmundo de Ayala Durand
Edmundo de Ayala y Durand fue un empresario colombofrancés, fundador de la casa francesa de champán Champagne Ayala.  Fue pionero en el champán de baja dosis y uno de los 18 miembros fundadores del Sindicato de las Grandes Marcas en Francia en el siglo XIX.
Su compañía se convirtió en una de las Maisons de Champagne más antiguas de la región. Era proveedor de la Corona inglesa y española al igual que suministrador de las cortes de Gran Bretaña y España, también fueron pioneros en la introducción de un estilo de vino más seco, la compañía sigue existiendo después de 160 años contando con prestigio internacional.

## Biografía
Edmundo o Edmund se dirige al vizconde de Mareuil con el fin de aprender a vinificar el vino. Allí conoce a su futura esposa Gabrielle de Albrecht, la sobrina del vizconde. Se casaron en 1858 y Gabriela d'Albrecht aportó, como parte del dote matrimonial, los viñedos de su familia en Ay y de Mareuil sur de Ay y el castillo familiar Château d'Aÿ y así surgió la Maison de Ayala. Así es como se fundó la casa en 1860. La marca Ayala se presentó en el Registro del Tribunal de Comercio de Reims el 5 de noviembre de 1875. 
Era hijo de Rafael de Ayala y Lozano un diplomático colombiano y de la francesa Hortensia Durand miembro de una familia muy rica y dueña de muchos viñedos en Champagne y de la marca de champán Champagne Durand. Edmundo de Ayala era descendiente de dos familias de la aristocracia y nobleza neogranadina (colombiana), Sus antepasados fueron oficiales reales de la corona española en América y presidentes de Colombia como su abuelo Luis de Ayala y Vergara y nobles de la capital del virreinato de la Nueva Granada como su bisabuelo el marqués de San Jorge de Bogotá José María Lozano de Peralta.Tenía todos los conocimientos en la creación de champán ya que aprendió de su padre todo lo relacionado con el negocio de la familia de su madre.